# Anton Bruckner Privatuniversität

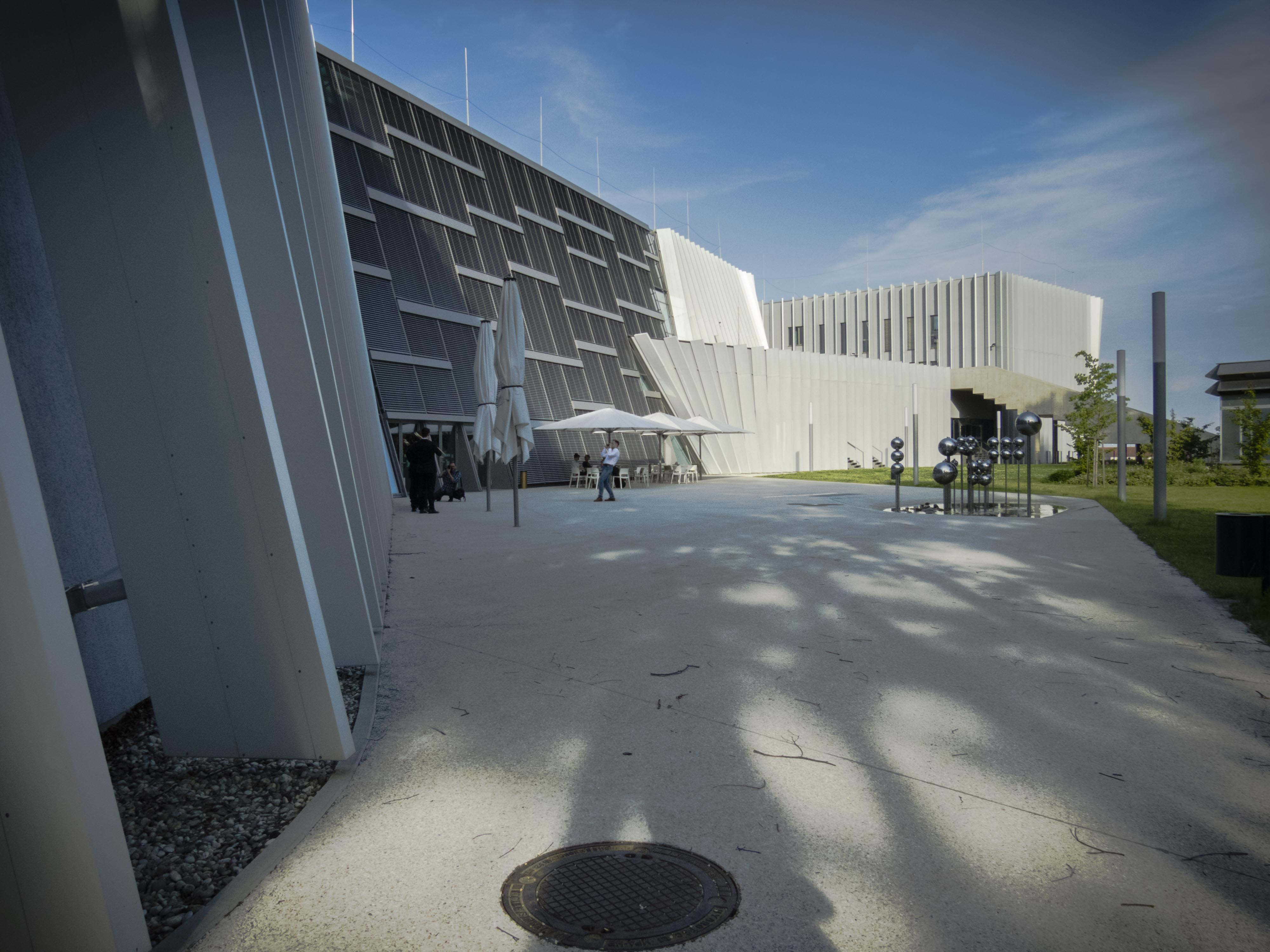
Neubau der Anton Bruckner Privatuniversität, ab 2015

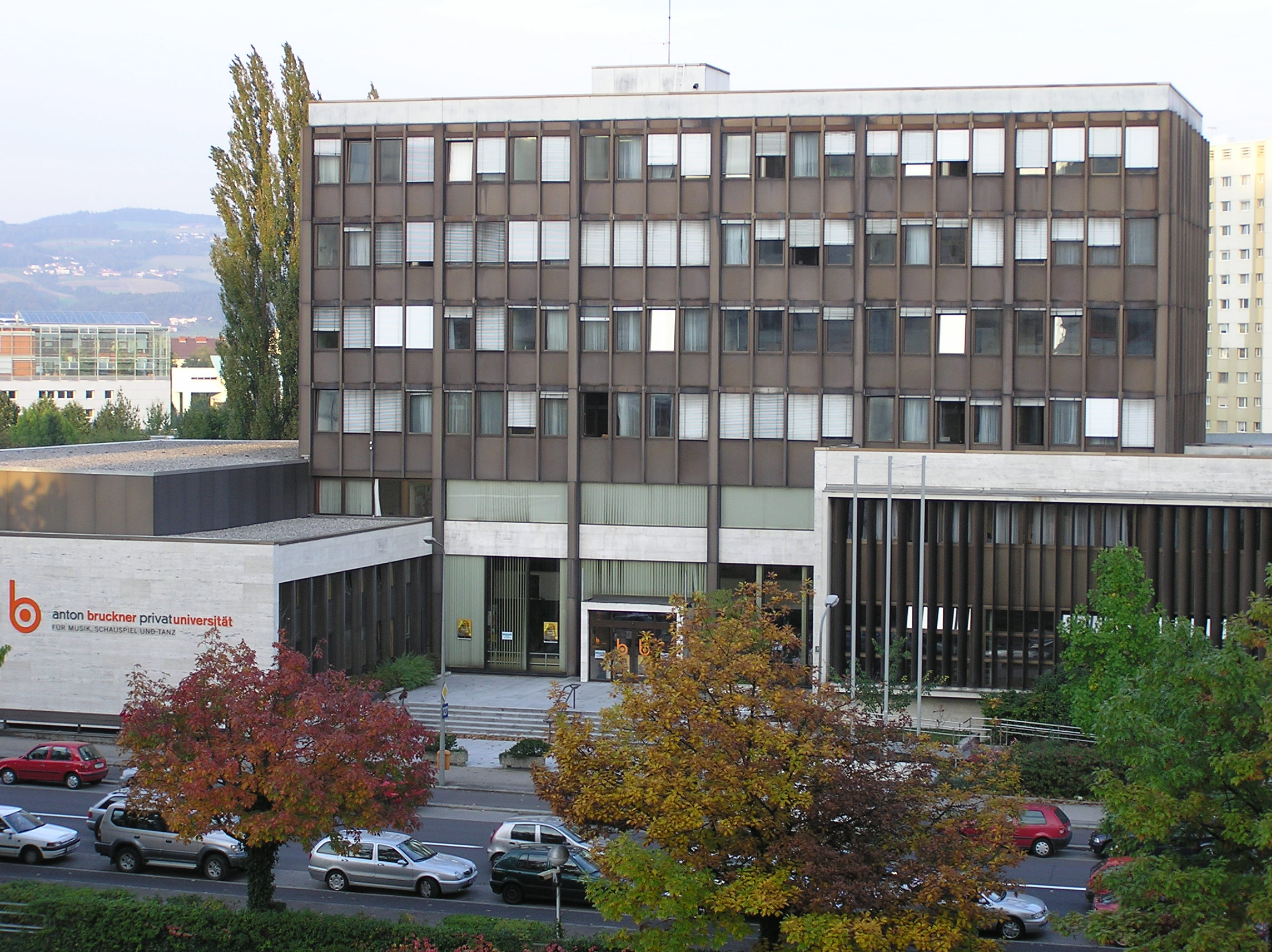
Historisches Gebäude der Anton Bruckner Privatuniversität (alter Standort, 2005)

Logo der Anton Bruckner Privatuniversität bis 2017

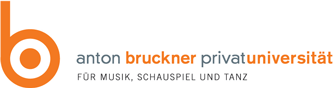
Ehemaliges Logo

Die Anton Bruckner Privatuniversität für Musik, Schauspiel und Tanz (ABPU) ist eine österreichische Privatuniversität in Linz. Sie befindet sich im Stadtteil Urfahr nördlich der Donau.

## Geschichte
Die Anton Bruckner Privatuniversität ging aus dem Bruckner Konservatorium des Landes Oberösterreich hervor. Sie ist von der AQ Austria als Privatuniversität akkreditiert.
Bereits im Jahr 1799 wurde in Linz eine Musikschule gegründet, von Franz Xaver Glöggl (1764–1839). Anton Bruckner, der Namenspatron der heutigen Universität, war nie Direktor der Vorgängereinrichtung.
Im Jahr 1896 studierten an der Musikschule 500 Studenten, unter dem damaligen Direktor August Göllerich sowie dessen Nachfolger Wilhelm Jerger. Unter Direktor Robert Keldorfer wurde die Linzer Musikvereinsschule im Jahr 1932 in Brucknerkonservatorium umbenannt und erhielt 1935 das Öffentlichkeitsrecht.
Ende August 2015 wurde ein neues Universitätsgebäude auf dem Grundstück des ehemaligen Schlosses Hagen am Fuße des Pöstlingbergs eröffnet.

## Studienrichtungen
Das Studienangebot der ABPU umfasst künstlerische und pädagogische Studien in den klassischen Instrumentalfächern und in Gesang, Alte Musik, Jazz, Komposition, zeitgenössischem Tanz, Schauspiel, Musikvermittlung und Elementarer Musikpädagogik. Es besteht die Möglichkeit, die Studienrichtungen (die sowohl als Konzertfach als auch pädagogische Studienrichtungen angeboten werden) als Bachelor oder Master  abzuschließen. Weiters werden auch Doktoratsstudien in wissenschaftlicher bzw. künstlerische Forschungstätigkeiten angeboten. Es werden aber auch Vorbereitungslehrgänge (Akademie für Begabtenförderung, ABF) angeboten. Darüber hinaus werden zahlreiche Lehrgänge wie Improvisation im Streicherunterricht, Chorleitung, Blasorchesterleitung, Urban Dance Styles und Theaterpädagogik angeboten.

## Leitung
Brucknerkonservatorium (1932 bis 2004)
- 1932–1939: Robert Keldorfer
- 1939–1943: Adolf Trittinger
- 1943: Anton Schulz (interimistisch)
- 1943–1945: Aldo Schön
- 1945–1958: Carl Steiner
- 1958: Hans Winterberger (interimistisch)
- 1958–1973: Wilhelm Jerger
- 1973–1990: Gerhard Dallinger
- 1990–1995: Hans Maria Kneihs
- 1995–2004: Reinhart von Gutzeit

Anton Bruckner Privatuniversität
- 2004–2006: Reinhart von Gutzeit
- 2006–2007: Anton Voigt (interimistischer Rektor)[8]
- 2007–2012: Marianne Betz[9]
- 2012–2021: Ursula Brandstätter
- seit Oktober 2021: Martin Rummel[10]

## Bekannte Lehrende (Auswahl)
- Martin Achrainer
- Gertrud Burgsthaler-Schuster
- Christoph Cech
- Michael Korstick
- Josef Kronsteiner
- Johann Mösenbichler
- Michael Oman
- Herbert Pirker
- Mario Rom
- Martin Rummel
- Franz Welser-Möst

## Bekannte Absolventen (Auswahl)
- Elke Eckerstorfer
- Martin Fiala
- Martin Grubinger
- Sabina Hank
- Andreas Hauff
- Johannes Hiemetsberger
- Sebastian Höglauer
- Igo Hofstetter
- Franz Kalchmair
- Erwin Klambauer
- Lukas Kranzelbinder
- Sepp Krassnitzer
- Peter Kronreif
- Josef Kronsteiner
- Matthias Löscher
- Johann Mösenbichler
- Michael Oman
- Albert Pesendorfer
- Matthias Pichler
- Manfred Pilsz
- Ina Regen
- Mario Rom
- Martin Rummel
- Christoph Sietzen
- Christoph Wigelbeyer